# Eulalia impostii
Eulalia impostii är en ringmaskart som beskrevs av Jean Louis Armand de Quatrefages de Bréau 1865. Eulalia impostii ingår i släktet Eulalia och familjen Phyllodocidae. Inga underarter finns listade i Catalogue of Life.